# Ilha das Palmas (Paraná)

A Ilha das Palmas é uma ilha localizada entre as praias do Farol e da Fortaleza, respectivamente na Ilha do Mel e na Ilha das Peças, ambas no litoral paranaense.